# Galatin
Galatin (Bulgaars: Галатин) is een dorp in het noordwesten van Bulgarije. Het dorp is gelegen in de gemeente Krivodol in de oblast Vratsa. Het dorp ligt ongeveer 23 km ten noorden van Vratsa en 81 km ten noorden van de hoofdstad Sofia.

## Bevolking
Op 31 december 2020 werden er 591 inwoners in het dorp geregistreerd door het Nationaal Statistisch Instituut van Bulgarije, een daling ten opzichte van het maximum van 2.236 inwoners in 1946.
|  |

In het dorp wonen merendeels etnische Bulgaren. In 2011 identificeerden 424 van de 619 respondenten zichzelf als etnische Bulgaren. Verder identificeerden 210 respondenten zichzelf als Roma.
| Etnische samenstelling van de respondenten (2011) | Etnische samenstelling van de respondenten (2011) | Etnische samenstelling van de respondenten (2011) | Etnische samenstelling van de respondenten (2011) | Etnische samenstelling van de respondenten (2011) |
| ------------------------------------------------- | ------------------------------------------------- | ------------------------------------------------- | ------------------------------------------------- | ------------------------------------------------- |
|                                                   |                                                   |                                                   |                                                   |                                                   |
| Bulgaren                                          | Bulgaren                                          |                                                   | 66,4%                                             | 66,4%                                             |
| Turken                                            | Turken                                            |                                                   | 0,0%                                              | 0,0%                                              |
| Roma                                              | Roma                                              |                                                   | 32,9%                                             | 32,9%                                             |
| Anders/Onbekend                                   | Anders/Onbekend                                   |                                                   | 0,7%                                              | 0,7%                                              |